# Les Lucs-sur-Boulogne
 Les Lucs-sur-Boulogne  es una población y comuna francesa, en la región de Países del Loira, departamento de Vendée, en el distrito de La Roche-sur-Yon y cantón de Le Poiré-sur-Vie.

## Demografía
| 2142 | 2068 | 2213 | 2342 | 2629 | 2702 |
| Para los censos de 1962 a 1999 la población legal corresponde a la población sin duplicidades (Fuente: INSEE [Consultar]) |      |      |      |      |      |